# Качулат тюлен
Качулатите тюлени (Cystophora cristata) са вид едри бозайници от семейство Същински тюлени (Phocidae).
Разпространени са в най-северните части на Атлантическия океан и съседните области от Северния ледовит океан, от Шпицберген до залива Сейнт Лорънс, като предпочитат дълбоководните зони далеч от сушата. Мъжките достигат дължина 2,6 m и маса 300-410 kg, а женските са по-дребни. Хранят се главно с ракообразни, крил и риба.